# آسانه دمویا گنکوری
آسانه دمویا گنکوری فرانسوی: Assane Demoya Gnoukouri‎؛ متولد ۷ نوامبر ۱۹۹۶) بازیکن فوتبال اهل ساحل عاج است

## باشگاهی
او تاکنون در باشگاه‌های مارسی، آلتوویسنته، اینتر میلان بازی کرده‌است.